# Arnaud Djoum
Arnaud Sutchuin-Djoum (Iaundé, 2 de maio de 1989) é um futebolista camaronês que atua como meio-campo. Atualmente, joga pelo Royale Union Saint, na primeira divisão amadora belga.

## Carreira
Arnaud Djoum representou o elenco da Seleção Camaronesa de Futebol no Campeonato Africano das Nações de 2017.

## Títulos
Camarões
- Campeonato Africano das Nações: 2017